# The Baltimore Sun
«Балтимор сан» (The Baltimore Sun переводится как «Балтиморское солнце») — ежедневная газета на английском языке, одна из наиболее влиятельных газет США. Основана 17 мая 1837 года; издаётся в городе Балтимор. Является крупнейшей по тиражу газетой штата Мэриленд. В 2010 году разовый тираж газеты составлял 201 830 экземпляров в будние дни и 344 118 экземпляров по воскресеньям.

## История издания
Издание было основано Ароном Шепардсоном Абеллем. До начала работы учеником печатного мастера в 1822 году в Провиденсе он работал доставщиком. Перебравшись в Нью-Йорк, Арон познакомился с Азарайей Саймонсом и Уильямом Суэйном, с которыми стал партнером и начал выпускать «копеечное издание». Население города Балтимор на тот момент составляло 90 000 человек. Сперва газета выходила на четырёх полосах. В первый год существования тираж превысил 12000 экземпляров. Выход в свет издания совпал с кризисом 37 года, когда в стране обрушились банки, была высокая инфляция и безработица. На момент появления газеты в городе было 6 ежедневных конкурентов, 9 еженедельников и два ежемесячных издания. Абелль применил новый подход к работе с информацией, поставив корреспондентов отвечать за конкретные наиболее важные новостные направления — сводки из судов, полиции, городского конгресса. Одним словом всего, что ассоциировалось с настоящими новостями. Первая редакция располагалась по адресу Лайк стрит, дом 21. Первый тираж издания был равен 15 000 экземпляров, которые разошлись по всему городу. Поворотный момент в истории первоначального развития издания наступил спустя четыре месяца после выхода дебютного номера. Издание напечатало обращение президента Мартина Ван Бьюрена к конгрессу, состоявшее из 12 000 слов. Оно было доставлено курьером на скоростном Балтиморо-Огайском поезде. Абелль сумел поставить обращение в утренний номер, а его конкуренты смогли сделать это только на следующий день. После года работы редакции потребовалась большая площадь, и она переехала на пересечение Гей и Балтимор стрит.
Абелль стал быстро применять технологию телеграфа, изобретенную Самуэлем Морзе. Впоследствии он стал поддерживать компанию Magnetic Telegraph Co.
Важной вехой в истории издания было освещение американо-мексиканской войны 1841—1846 годов. Именно работа в этот период вывела издание на федеральный уровень. Абелль использовал комбинации телеграфа, железной дороги, пароходов и других средств передвижения для информации, чтобы оперативно доносить новости. Например, газета сообщила о падении Веракруса до того как эта новость дошла до правительства США.
После смерти Абелля в 1888 году газету возглавили трое его сыновей. В 1901 году появилось приложение к изданию — «Сандей сан» («Воскресное солнце»). Его возглавил Генри Льюис Менкен в 1906. В 1910 семейство газет пополнилось «Ивнинг сан» («Воскресное солнце»). Издания преуспели в освещении Второй мировой войны. В 1986 газеты вместе с корпорацией, которая владела ими — A.S. Abell Company — были куплены Times Mirror Company. В 2000 году приобретатель объединился с Tribune Company и таким образом «Балтимор сан» стала её дочерней газетой.
Интернет версия издания была запущена в 1996 году. В 2014 издательское подразделение было выделено в отдельную компанию.
В 2021 году инвестиционная фирма Alden Global Capital купила The Sun. На фоне её опыта с местными газетами, в которых после покупки сокращали газеты, владелец гостиниц из Мэриленда и демократ Стюарт Бэйнум-младший заключил сделку о покупке The Sun и двух ее дочерних газет за 65 миллионов долларов с намерением управлять ими через некоммерческую организацию. Сделка не состоялась, и Бэйнум основал новостную организацию The Baltimore Banner, которая наняла некоторых из сотрудников The Sun и менее чем за два года довела свой отдел новостей до аналогичного размера в 70 человек.
В 2024 году газета была куплена председателем наблюдательного совета медиакомпании Sinclair Broadcast Group Дэвидом Смитом и консервативным комментатором Армстронгом Уильямсом.